# قرية سهوة بلاطة
سهوة بلاطة قرية صغيرة في محافظة السويداء / سوريا تقع في جبل العرب ارتفاعها عن سطح البحر بين 1040 متر إلى 1260 متر وهي تتوسط مجموعة قرى بالقرب من مدينة السويداء وهي:
- قرية الكفر من الشرق.
- قرية حبران من الجنوب الشرقي.
- قرية العفينة من الجنوب.
- قرية رساس من الغرب.
- مدينة السويداء من الشمال الغربي.
- قرية الرحى من الشمال.

اسمها سهوة بلاطة وتعني المرتفع الصخري المرتفع أو الهواء الليّن حيث ان منازلها تخبئ تحتها الكثير من المغر الواسعة التي كانت تستخدم اسطبلات للمواشي وأحيانا مخبئ للثوار الدروز أيام الاحتلال الفرنسي لسوريا، من أشهر معالمها نبع المياه الصافي المتدفق الذي ينبع من اسفل - تل المقبية- الذي يقع بين (سهوة بلاطة)وقرية (حبران).
والى جانب ذلك يوجد فيها سد لحجز مياه وادي يمر منها وينتهي فيه مشكلا شلال مياه رائع الجمال
والى الشمال والشمال الشرقي يحيط بها حرش (غابة صغيره) من شجر البلوط والسنديان والزعرور يزيد من روعتها بمعنى اخر (خضرة وفيّ وميّ).
السكان
من الناحية السكانية يبلغ عدد سكانها المسجلين فيها الخمسة آلاف نسمة حسب إحصائيات عام 2002
لكن القاطنين فيها لا يتجاوز الالفين نسمة لان معظم سكانها في المهجر في فنزويلا وقصورهم الشامخة وحدها أكبر دليل على ذلك، ومن أكبر العائلات في قرية سهوة بلاطة:
1_(ال الحناوي)وهي من أقدم العائلات في جبل الدروز منذ القديم ومن اقسام هذه العائلة أيضا عائلات (صلاح -قسام-ابوحدور -أبو الجود) وتكنى بهم (سهوة الحناويّة) وهناك عائلات ايضاً من (ال البنيّ) _ (مان الدين)_ (الدبس)_ (أبو حسون) _ (أبو غاوي) _ (خويص) _ (ال كحل) _ (الشومري) _(حيدر) _(نكد)_(الجوهري)_(فخور)_(شرف الدين)_(السلمان).